# Menesia gleneoides
Menesia gleneoides es una especie de escarabajo longicornio del género Menesia, categorizada en la tribu Saperdini, de la subfamilia Lamiinae. Fue descrita por Breuning en 1965.

## Descripción
Mide 7,5 mm de longitud. El período de actividad en adultos se presenta en abril.

## Distribución
Se distribuye por Laos.